# Попівка (Звенигородський район)
Попі́вка (МФА: [popiŭka] ( прослухати)) —  село в Україні, у Водяницькій сільській громаді Звенигородського району Черкаської області. Населення — 429 чоловік (2021).

## Географія
Село розташоване  за 12 км на захід від районного центру — міста Звенигородка та за 25 км від залізничної станції Звенигородка.

## Історія
За переказами, село утворилося у часи Руїни наприкінці XVII століття, коли місцеве населення ховалося біля хутора одного з вільховецьких священиків. Звідси і походження топоніму — Попівка. У «Сказаниях о населенных местностях…» Л. Похилевича за 1864 рік сказано, що в Попівці Звенигородського повіту проживає 1 614 жителів «обоего пола».
На першому етапі примусової колективізації у 1927 році у селі створено чотири об'єднання (комуни, артілі). Але вже у 1929 році вони об'єднались у два колгоспи: ім. Молотова (голова Горобченко) та ім. Шевченка (голова Лаптіонов). Через два роки, у 1931 році, головою колгоспу ім. Шевченка став Йосип Бадака. Земля у колгоспах оброблялась кіньми, волами. Лише у 1934 році з'явився перший трактор «Універсал». На початку 30-х років у селі проживало 2 604 жителі та налічувалось 637 дворів.
Село постраждало внаслідок геноциду українського народу, проведеного окупаційним урядом СССР 1923-1933 та 1946-1947 роках.
Під час голодомору 1932—1933 років у селі померло близько 1000 людей (за свідченнями уродженця села І. А. Лавріненка).
272 мешканця села брали участь у боях радянсько-німецької війни, 140 з них загинули, 50 нагороджені орденами й медалями. Село було окуповане німецько-нацистськими військами 1 серпня 1941 року. У 1942 році у селі утворилась антинацистська група, члени якої, маючи детекторний приймач, повідомляли жителів про фронтові події. У 1943 році група переховувала юнаків і дівчат, яким загрожувало вивезення до Німеччини. 26 січня 1944 року, у ході Корсунь-Шевченківської операції, у село ввійшли розвідники 1-го Українського фронту. 5 лютого радянські війська ввійшли у село і проголосили Радянську владу. Створено сільську раду, частину населення мобілізовано у армію. В березні 1944 року завершилось визволення Попівки. Воїнам, що полягли в боях за село, встановлено пам'ятник.
Станом на початок 70-х років ХХ століття в селі розміщувалась центральна садиба колгоспу імені Кірова, за яким було закріплено 1,8 тисяч га сільськогосподарських угідь, у тому числі 1,5 тисячі га орної землі. Господарство вирощувало зернові і технічні культури, було розвинуте тваринництво.
Також на той час працювали восьмирічна школа, клуб, бібліотека з фондом 7 тисяч книг, медпункт, комбінат побутового обслуговування.
В селі знайдено кам'яні знаряддя праці доби бронзи.

## Сучасність
У селі функціонують сільська бібліотека, Будинок культури, фельдшерсько-акушерський пункт, церква, відділення зв’язку, філія Ощадбанку, два продовольчі магазини. У 2007 році село газифіковане. У 2010 проведено освітлення центральної вулиці.У 2012 проведено капітальний ремонт братської могили.

## Персоналії
В селі народились:
- Терещенко Каленик Мефодійович (* 1879 — † 1969) — український скульптор;
- Терещенко Софія (* 1887 — † 1948) — українська художниця, фольклорист, етнограф.